# Qiupanykus
Qiupanykus zhangi
Genre
Espèce
Qiupanykus (qui signifie « griffe de Qiupa » d'après la formation Qiupa) est un genre fossile de dinosaures théropodes cœlurosaures alvarezsauridés de la formation Qiupa du Crétacé supérieur du sud de la Chine. Une seule espèce est rattachée au genre : Qiupanykus zhangi.
Les œufs fossiles que l'on pense être ceux d'un oviraptoridé trouvés en association avec le spécimen holotype indiquent que Qiupanykus et d'autres alvarezsauridés pourraient avoir été des mangeurs d'œufs spécialisés qui utilisaient leurs robustes griffes des pouces pour casser les coquilles d'œufs.

## Phylogénie
Lu Junchang et al. (2018) ont trouvé Qiupanykus en tant que membre des Alvarezsauridae, se rapprochant plus de Parvicursor que de Patagonykus. Bien qu'il ne soit pas formellement assigné au clade Parvicursorinae dans la description, cette position en ferait un membre de Parvicursorinae sensu de Xu et al. (2013).